# Katoliccy patroni Polski

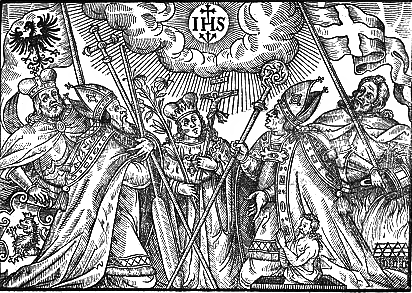
Katoliccy patroni Polski, drzeworyt z 1618 roku

Katoliccy patroni Polski – tytuł patrona nadawany (głównie przez papieża) i używany przez Kościół katolicki w Polsce, odzwierciedlający  szczególny kult i wstawiennictwo danego świętego na terenie Polski.

## Patroni
Tytuł głównych patronów otrzymali:
- św. Wojciech Biskup i Męczennik – ogłoszony świętym przez Sylwestra II w 999 roku z racji pielgrzymek wiernych do jego grobu w Gnieźnie; wizyta Ottona III w 1000 roku w mieście (zjazd gnieźnieński) miała charakter religijny i polityczny; biskup stał się patronem współpracy i jedności duchowej chrześcijańskiej Europy oraz patronem Polski[1];
- św. Stanisław Biskup i Męczennik – patron Polski od czasu uroczystego ogłoszenia kanonizacji w Polsce i poniesienia relikwii przez bp. Jana Prandotę 8 maja 1254 (kanonizacji dokonał papież Innocenty IV 8 września 1253)[2];
- Najświętsza Maryja Panna Królowa Polski – 31 października 1943 roku  papież Pius XII dokonał poświęcenia całej rodziny ludzkiej Niepokalanemu Sercu Maryi. Episkopat Polski uchwalił, że 7 lipca 1946 roku takiego aktu poświęcenia dokonają wszystkie katolickie rodziny polskie, 15 sierpnia – wszystkie diecezje, a dnia 8 września tegoż roku cały naród polski. W imieniu całego narodu i Episkopatu Polski akt ślubów odczytał uroczyście kardynał August Hlond[3].

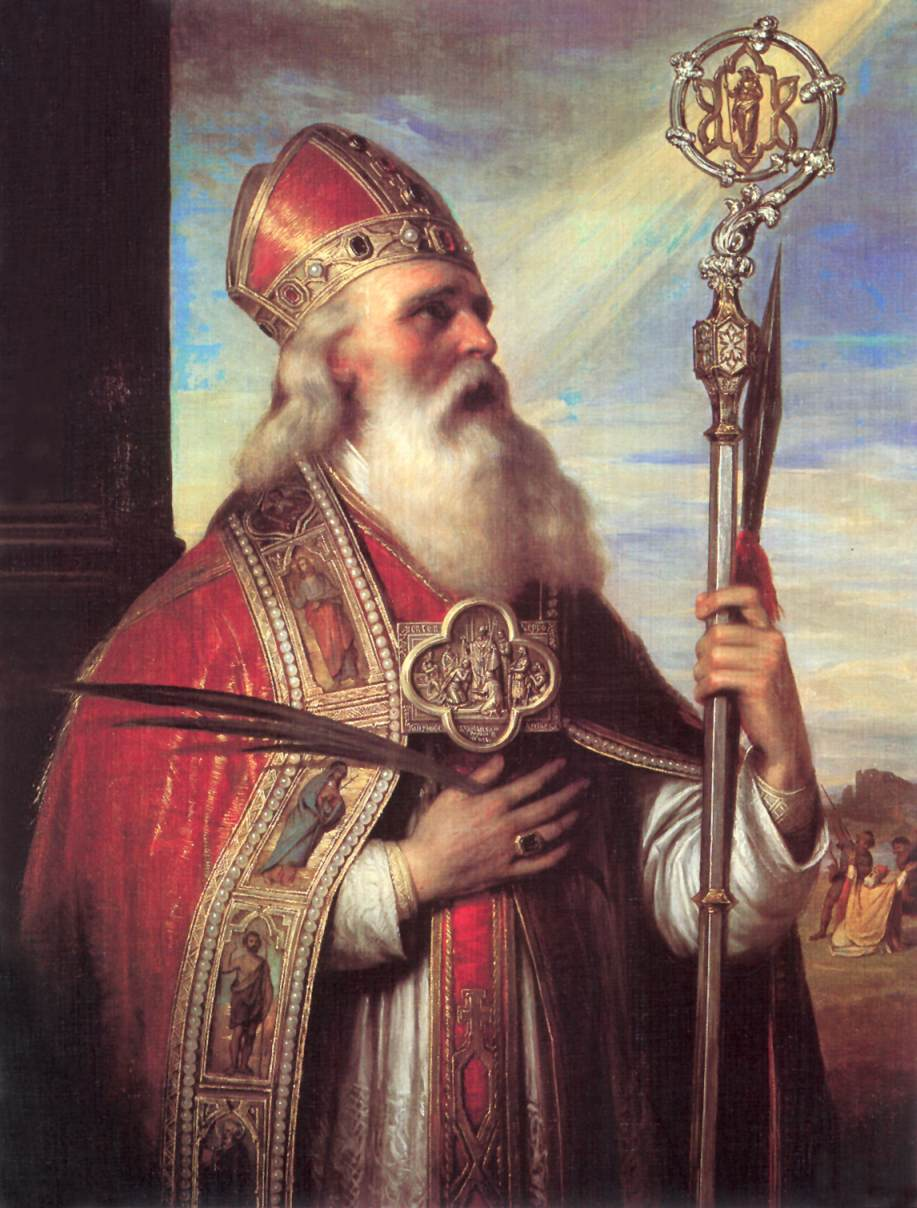
św. Wojciech Sławnikowic
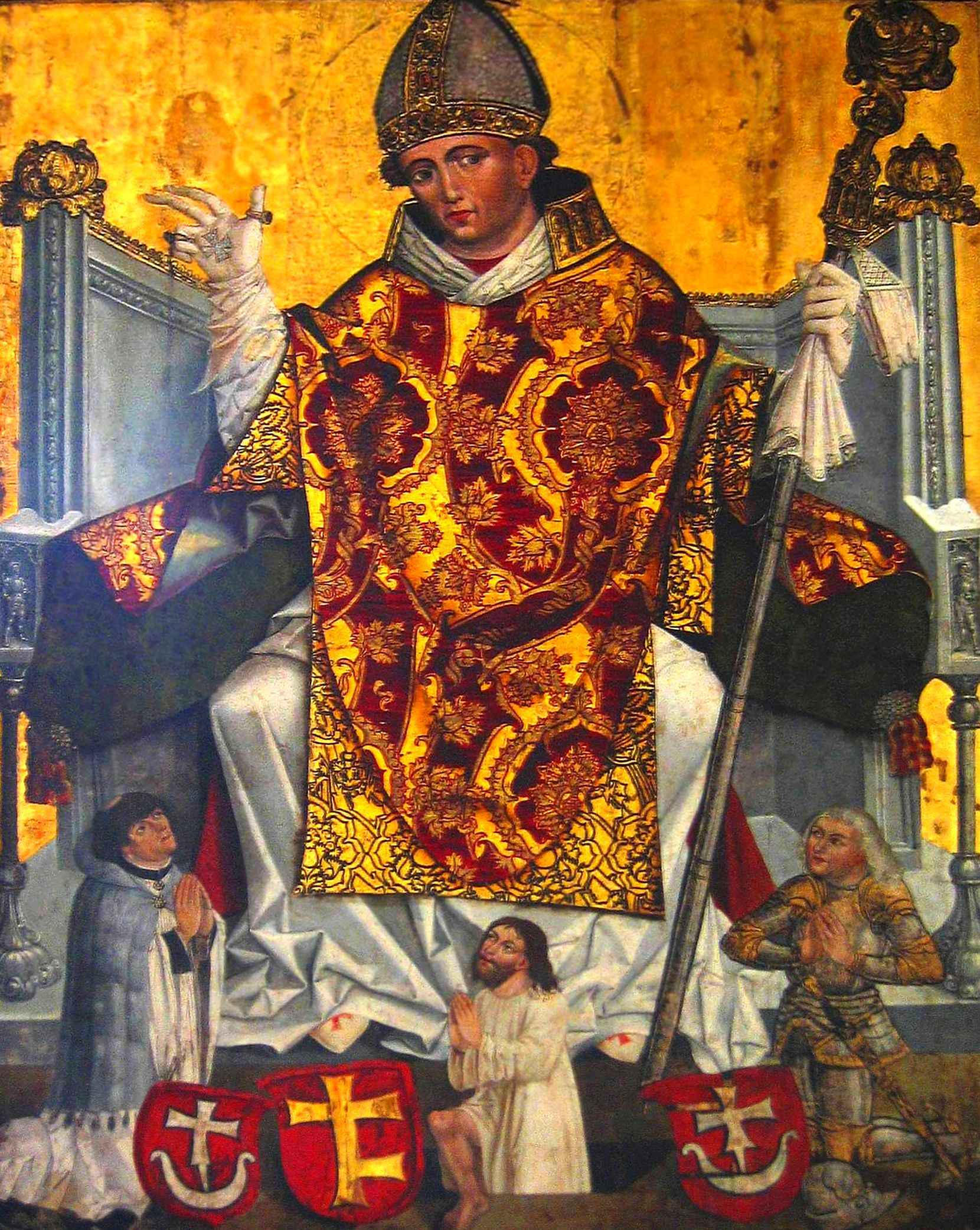
św. Stanisław ze Szczepanowa
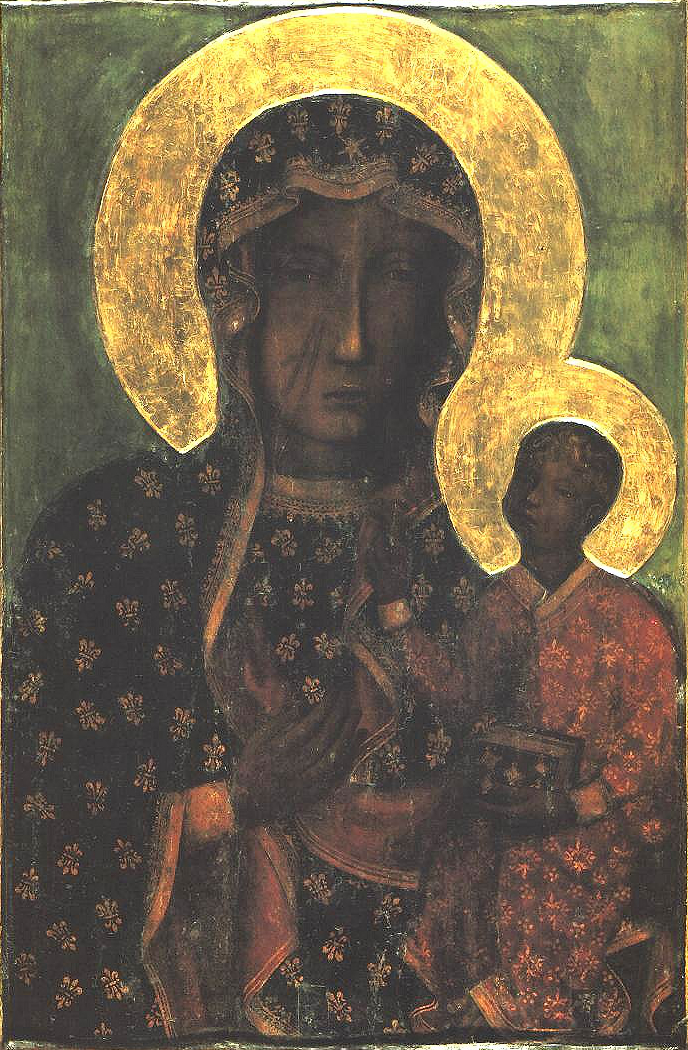
Najświętsza Maryja Panna Królowa Polski

Tytuł drugorzędnych patronów Polski otrzymali:
- św. Stanisław Kostka – jako patron Polski czczony od 1671 (w rok po beatyfikacji przez papieża)[6]; tytuł patrona Polski potwierdził w 1962 papież Jan XXIII[7]
- św. Andrzej Bobola – ogłoszony drugorzędnym patronem w 2002 roku przez Jana Pawła II[8].

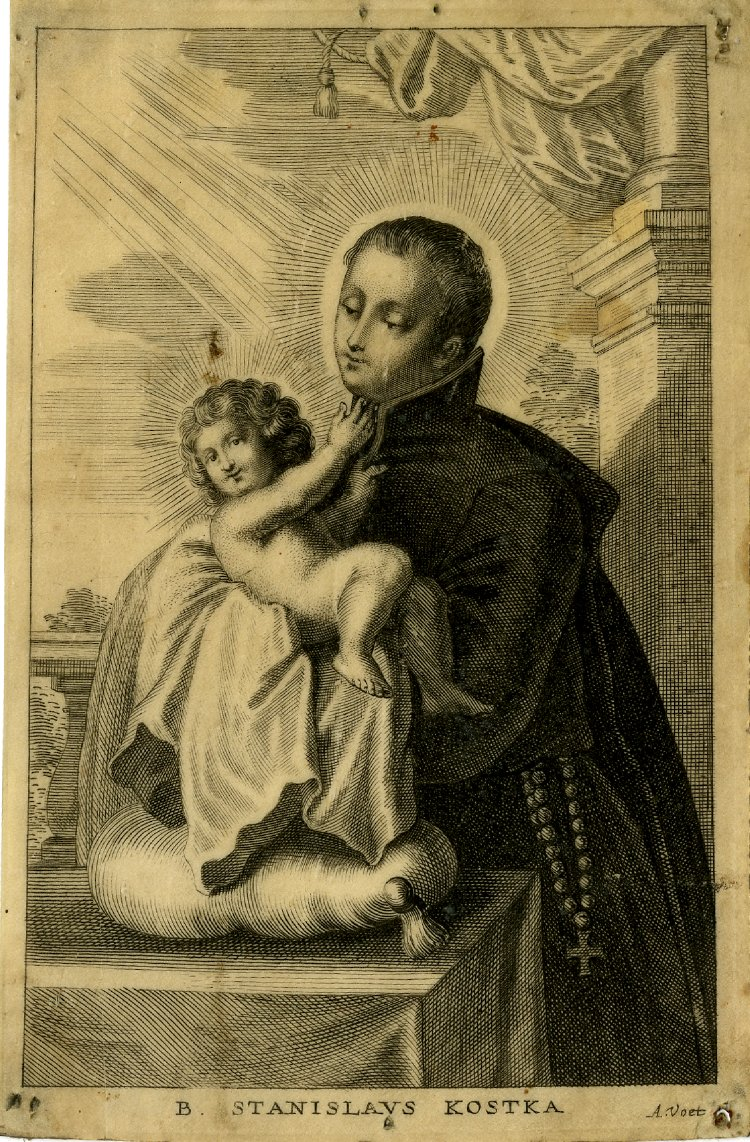
św. Stanisław Kostka
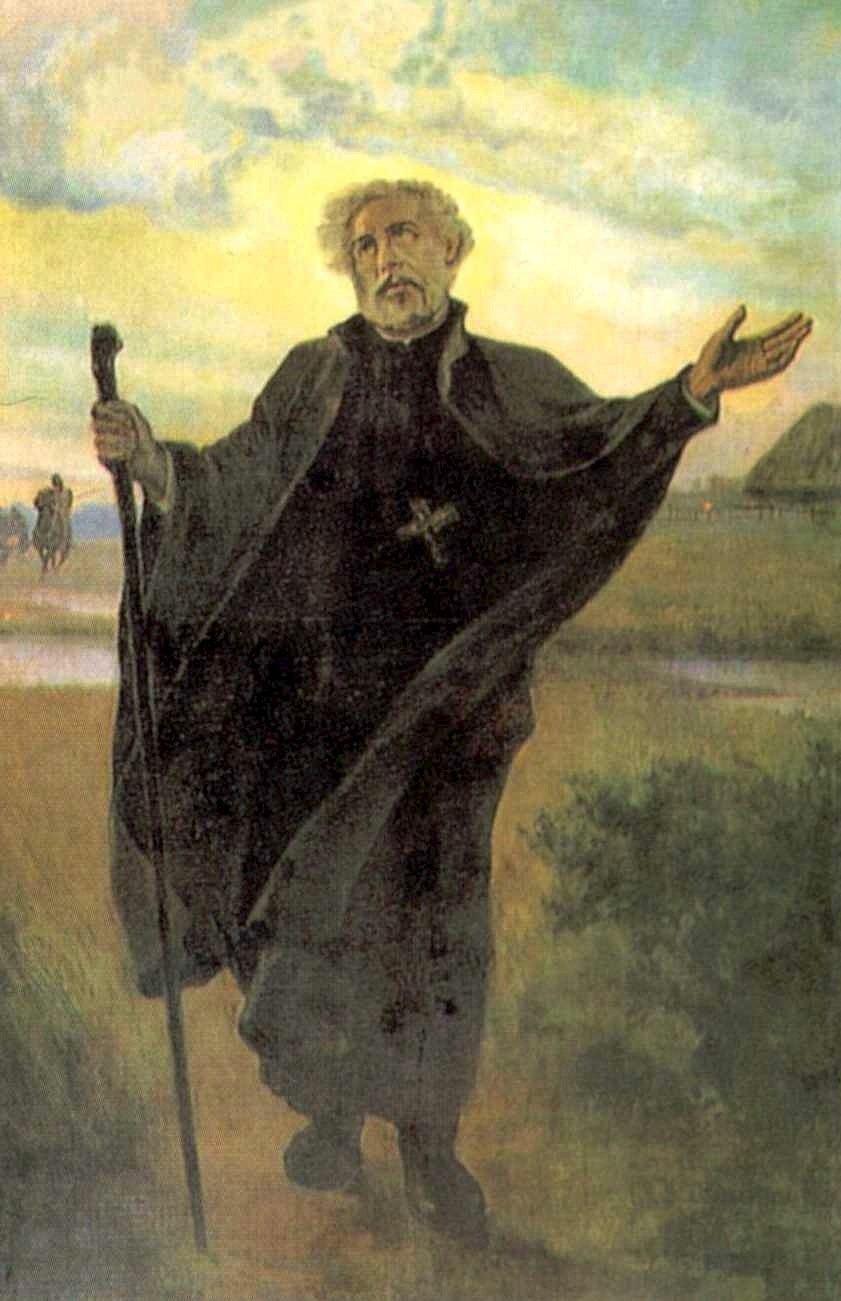
św. Andrzej Bobola

## Historyczni patroni
W przeszłości tytuł patrona  Korony Królestwa Polskiego posiadali:
- św. Florian z Lauriacum i św. Wacław, obok współczesnych głównych świętych patronów: Wojciecha BM i Stanisława BM – ustaleni w 1436 czterema głównymi patronami (patroni principales) Królestwa Polskiego przez biskupa krakowskiego kard. Zbigniewa Oleśnickiego[9]
- św. Kazimierz Królewicz – ogłoszony głównym patronem prowincji Korony Królestwa Polskiego - Litwy podczas kanonizacji w 1604 przez Klemensa VIII[10]
- Najświętsza Maryja Panna Królowa Polski – obrana na patronkę Królestwa Polskiego 1 kwietnia 1656 w katedrze lwowskiej przed cudownym obrazem Matki Bożej Łaskawej[11][12] przez Jana Kazimierza; obecnie główna patronka Polski
- św. Stanisław Kostka (wówczas błogosławiony) – ustanowiony w 1674 głównym patronem Korony Polskiej i Wielkiego Księstwa Litwy przez papieża Klemensa X[9]; obecnie drugorzędny patron Polski
- św. Jacek Odrowąż – ustanowiony 31 sierpnia 1686 przez papieża Innocentego XI głównym patronem Królestwa Polskiego na równi (aeque Principalem) z bł. Stanisławem Kostką (święci Florian i Wacław odeszli w zapomnienie); jako jedyny Polak, został uwieczniony wśród rzeźb przedstawiających 140 świętych, stojących na kolumnadzie wokół Placu św. Piotra w Rzymie[9]
- św. Kinga (Kunegunda) – ogłoszona patronką przez Benedykta XIII 31 sierpnia 1715[13]
- św. Jan Kanty – ogłoszony patronem Polski i Litwy w 1737 roku, przez Klemensa XII[14]
- św. Jan z Dukli – ogłoszony patronem Korony i Litwy przez Klemensa XII w 1739 roku[15]
- bł. Władysław z Gielniowa – ogłoszony patronem przez  Klemensa XIII w 1759 roku[16].

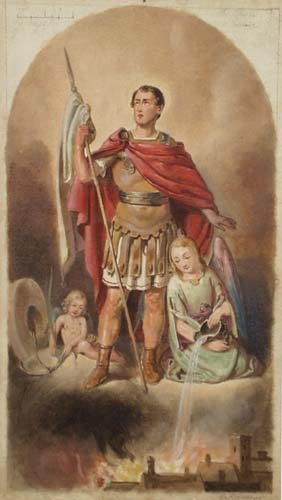
św. Florian
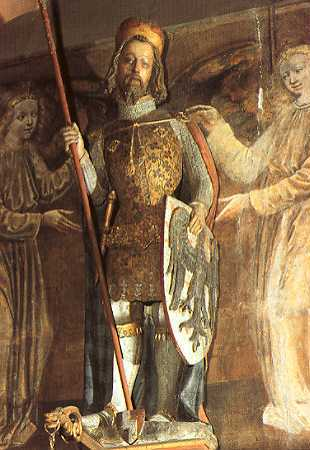
św. Wacław
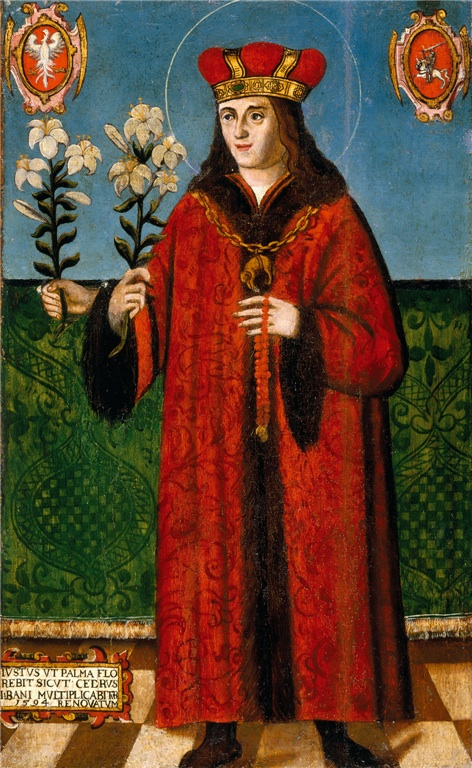
św. Kazimierz Królewicz
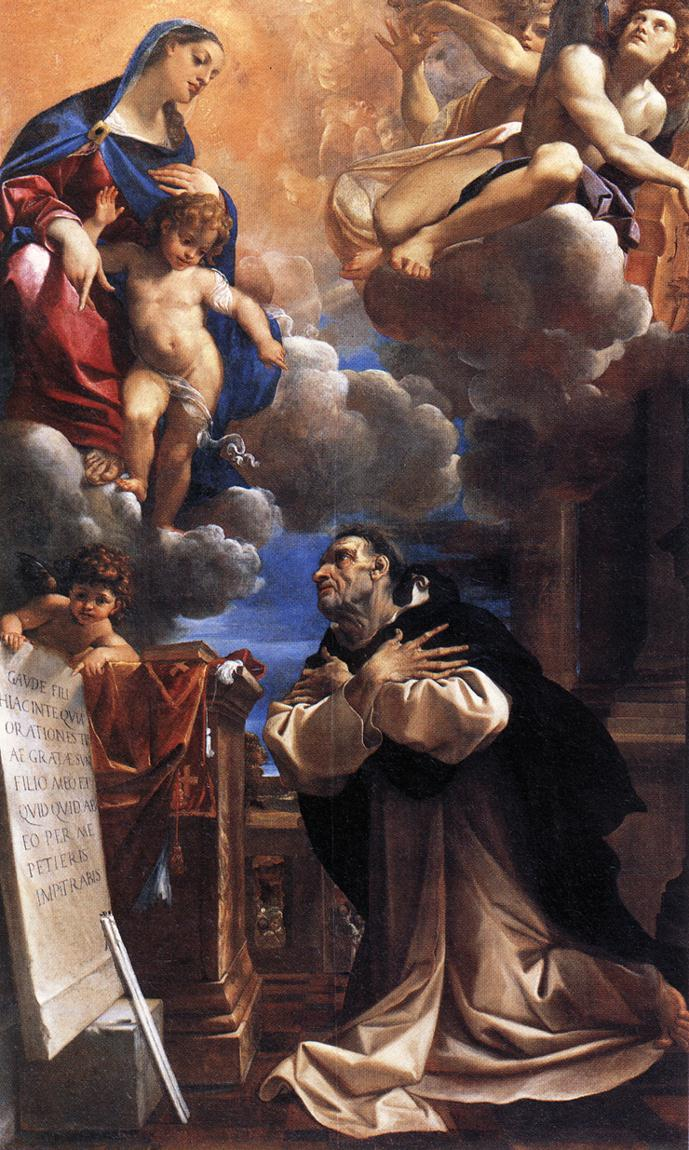
św. Jacek Odrowąż
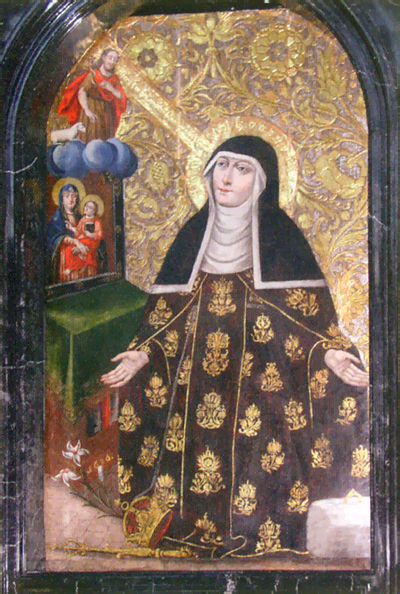
św. Kinga
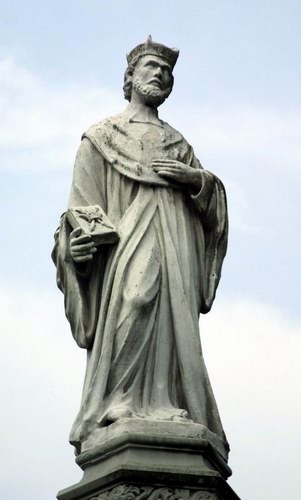
św.Jan Kanty
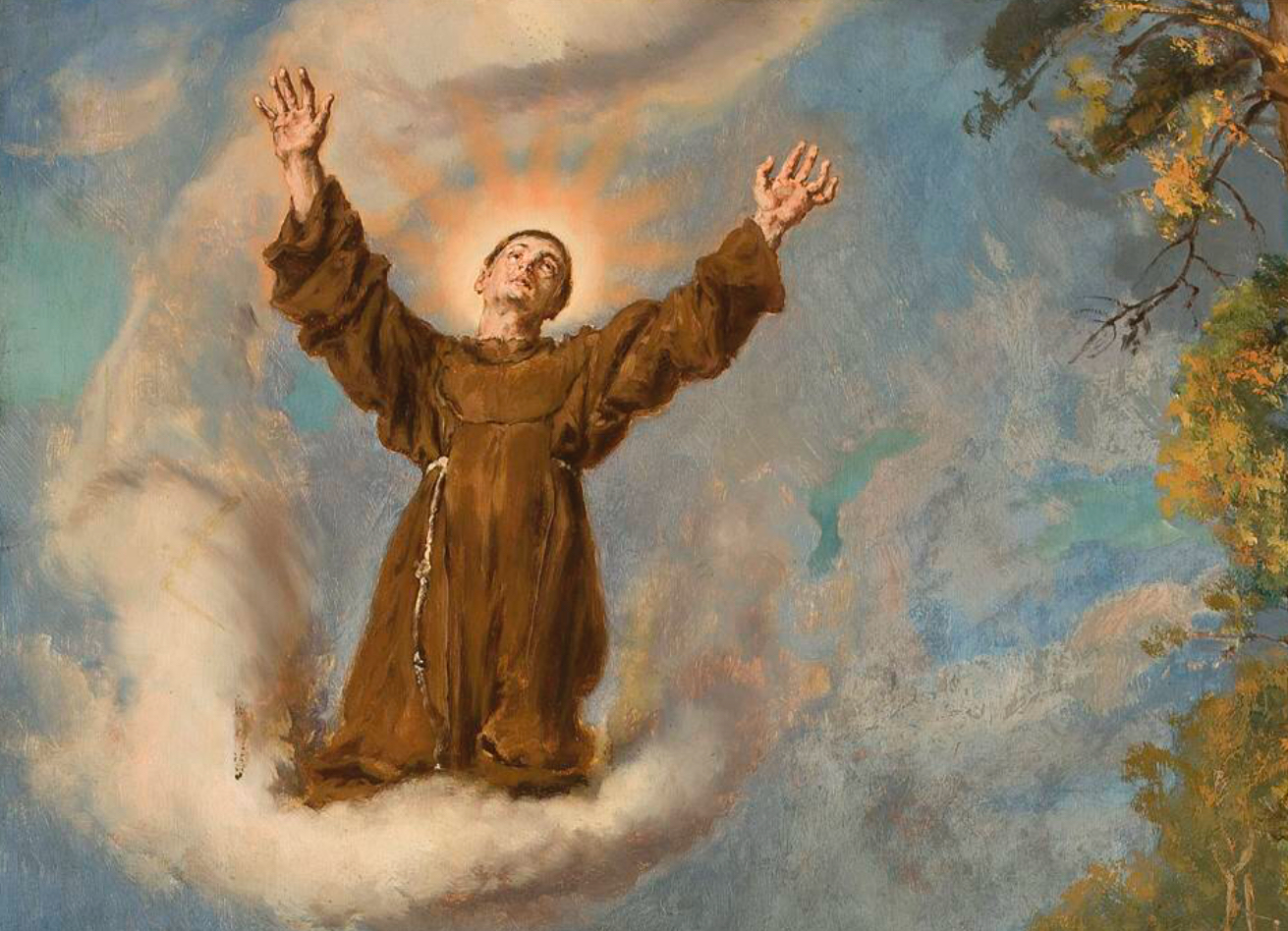
św. Jan z Dukli
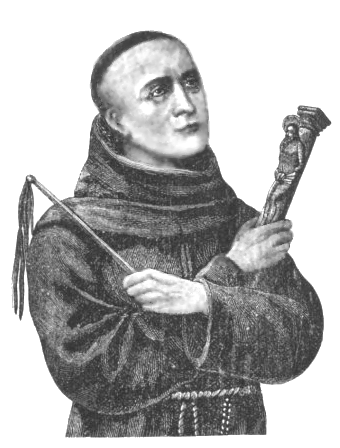
bł. Władysław z Gielniowa

### Czczeni na równi z patronami
Jadwiga Królowa i Jadwiga Śląska
Obie święte po śmierci zostały otoczone szczególnym kultem i czczone, jako patronki Polski:
- św. Jadwiga Królowa – matka trzech narodów, beatyfikowana 8 czerwca 1979 i kanonizowana w 1997 przez Jana Pawła II, nazwana patronką Polski „w jej dziedzicznym wymiarze”[17]
- św. Jadwiga Śląska – Dzień św. Jadwigi, patronki Śląska, ogłoszony został przez papieża Innocentego XI świętem powszechnym w całym Kościele w 1680 roku[18][19].

Błogosławiona Bronisława
Błogosławioną Bronisławę zaczęto czcić, jako patronkę Królestwa Polskiego od czasu panującej cholery w Krakowie w 1707 roku. Ocalenie od zarazy przypisywano orędownictwu Bronisławy.
Jozafat Kuncewicz
Św. Jozafat Kuncewicz Biskup i Męczennik po śmierci (1623) czczony był w I Rzeczypospolitej, głównie w Galicji, w diecezjach unickich. Podczas powstania styczniowego (1863) ogłoszono św. Jozafata jego patronem i modlono się do niego jako do jednego z głównych patronów Polski.

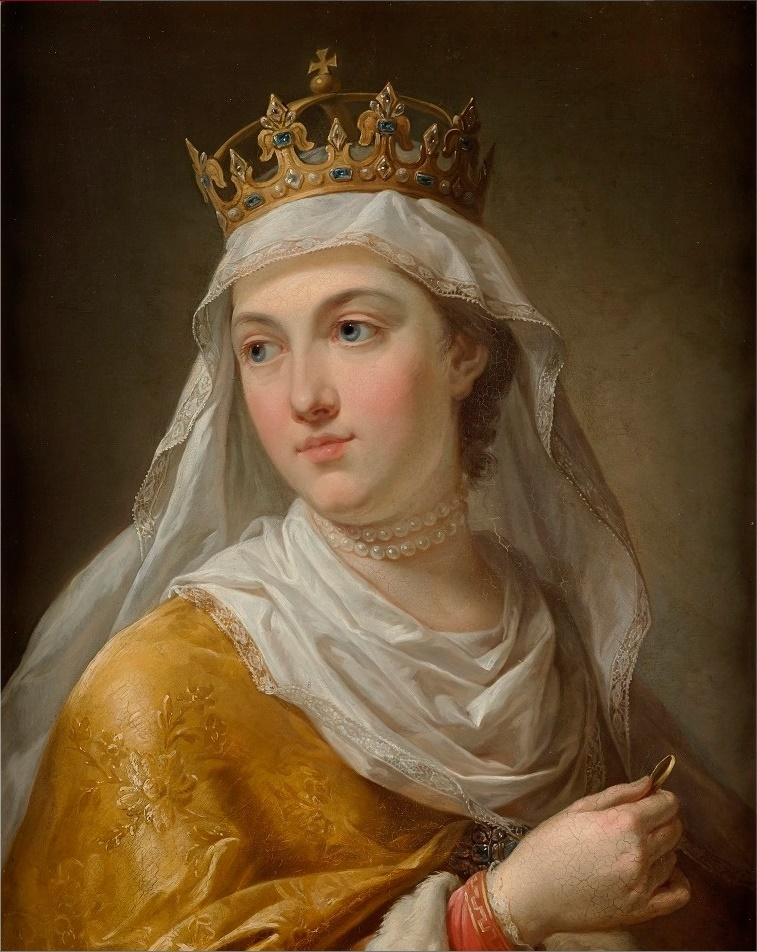
św. Jadwiga Królowa
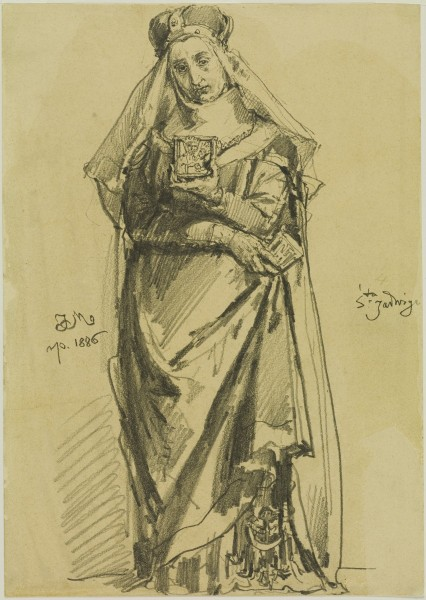
św. Jadwiga Śląska
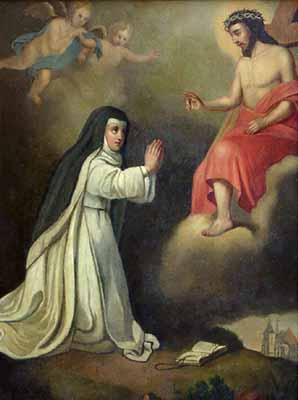
bł. Bronislawa
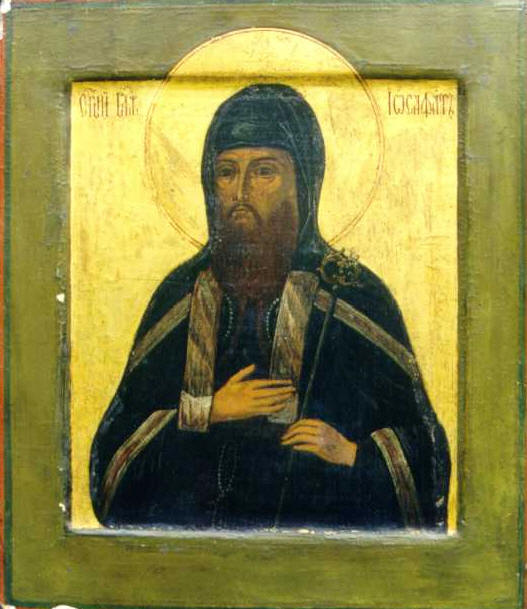
św. Jozafat BM